# Franzosenwoog
Der Franzosenwoog war ein Staubecken (Klause) am Hochspeyerbach im heutigen Landkreis Kaiserslautern. Er lag zwischen Hochspeyer und Frankenstein und wurde nur bei Bedarf aufgestaut.

## Geschichte
Der Franzosenwoog wurde angelegt, um auf dem Hochspeyerbach den Transport von Holz (Trift) zu ermöglichen. Der am Oberlauf des Hochspeyerbaches gelegene Woog stellte den westlichen Startpunkt der Holztrift auf dem Hochspeyerbach dar. Er war zu seiner Zeit der größte Woog im Bereich Hochspeyer/Speyerbach.
Über die Bauweise des Wooges ist wenig bekannt. Seine Entstehung dürfte jedoch um das Jahr 1828 gelegen haben,  es sind aber Vorläuferbauten bis ins 15. Jahrhundert nicht auszuschließen, und wurde wohl als Schütt- und Holzdamm ausgeführt. In den Jahren 1830-1860, der Zeit der Bayerischen Herrschaft, wurden die Triftstrecken in weiten Teilen mit Steinen befestigt und auch die Wooge aus Stein gebaut. In dieser Zeit wurde nicht nur Holz aus den angrenzenden Wäldern, sondern auch Brennholz aus dem Kaiserslauterer Stiftswald vertriftet – dazu musste es auf dem Landweg über die Wasserscheide am Hochspeyerer Stich hinweg und durch Hochspeyer hindurch angefahren werden.
Die Trift auf dem Hochspeyerbach wurde um das Jahr 1885 aufgegeben. Das Aussehen des Wooges lässt sich nicht mehr rekonstruieren und sich nur auf Grund heutiger, existierender Wooge erahnen. Der Name des Franzosenwoog-Tunnels der Bahnstrecke Mannheim–Saarbrücken und der Ritterstein 163, Franzosenwoog, erinnern noch an ihn.